# Viricelles
Viricelles è un comune francese di 425 abitanti situato nel dipartimento della Loira della regione dell'Alvernia-Rodano-Alpi.
Il territorio comunale è bagnato dalle acque della Brévenne.

## Società

### Evoluzione demografica
Abitanti censiti